# Hip-hop chrétien

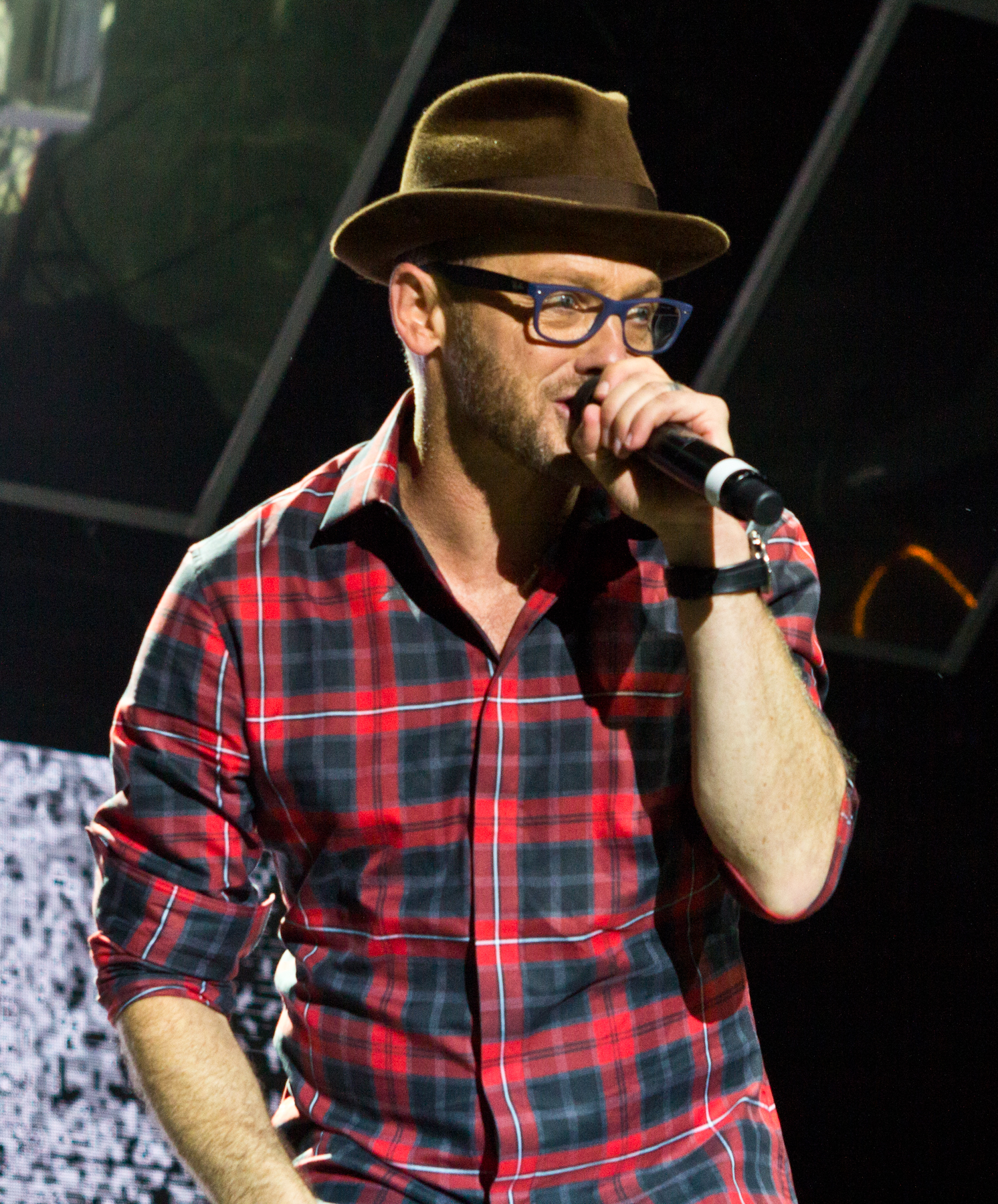
TobyMac.

Le hip-hop chrétien, également connu sous les noms de gospel urbain, gospel hip hop ou holy hip hop, est une forme de la culture et de la musique hip-hop caractérisée par un message chrétien.

## Histoire
Depuis l'apparition du hip-hop dans les années 1970, plusieurs activistes ont exprimé des idées politiques ou religieuses par le biais du rap ou du graffiti, incluant la foi chrétienne. À cette époque, les médias ne s'intéressent pas encore aux idées des différents sous-groupes issus de la culture hip-hop émergente. Il faut attendre les années 1980 pour commencer à entendre parler de hip-hop chrétien, avec la sortie de l'album The Gospel Beat: Jesus-Christ de MC Sweet — commercialisé en 1982 par PolyGram, — puis Bible Break de Stephen Wiley — sorti en 1985 chez BMG,,. Dans la même période, on voit apparaître sur la scène hip-hop dc Talk, MC Peace, et T-Bone, entre autres.
La tendance se confirme dans les années 1990 avec plusieurs artistes mêlant rap et foi chrétienne : Disciples of Christ (D.O.C) et Gospel Gangstaz. En 1994, TobyMac, Todd Collins, et Joey Elwood fondent le premier label de hip-hop chrétien Gotee Records , .
En 2004, la fondation du label Reach Records par les Américains Lecrae et Ben Washer a également eu une influence considérable dans le développement du hip-hop chrétien ,.
Dans le courant des années 2000, d'autres rappeurs de la scène mainstream se tournent vers la foi chrétienne comme notamment DMX, MC Hammer, Ma$eet en 2018 Kanye West. Des rappeurs chrétiens francophones ont également pris leur place sur la scène musicale, tels Leader Vocal, Bigty ou David Okit.
En Afrique de l'ouest francophone, le rappeur burkinabé Mc Claver fait partie des pionniers de ce mouvement, avec la fondation de Radio Jam Ouaga à Ouagadougou en 2004, qui diffuse du hip-hop, notamment chrétien.

## Autres éléments du hip-hop

### Graffiti
Historiquement, le graffiti chrétien est lancé dès les premiers siècles de l'Église. Dans les catacombes de Rome, par exemple, de nombreuses fresques et graffitis attestent d'une présence chrétienne. Dans sa forme contemporaine, le graffiti chrétien a fait son apparition dès le début du mouvement hip-hop. Depuis, plusieurs artistes et groupes chrétiens diffusent leur foi par cette expression artistique, généralement de manière légale, mais pas toujours.